# 大平純彦
大平 純彦（おおひら すみひこ、1953年10月 - ）は、日本の経企官僚・経済学者。専門は、経済統計学・計量経済学。
経済企画庁調査局内国調査第一課課長補佐、静岡県立大学経営情報学部助教授、静岡県立大学経営情報学部准教授などを歴任した。

## 概要

### 生い立ち
1953年生まれ。1972年、東京都立日比谷高等学校を卒業し、東京大学に入学した。同大学では経済学部経済学科にて経済学を修め、1976年に卒業した。

### 経済企画庁
大学卒業後は国家公務員として経済企画庁に採用される。1985年には、経済企画庁の調査局内国調査第一課にて課長補佐に就任した。また、経済企画庁に在籍時には、同じく経企官僚であった河出英治 や新保生二 らと連名で論文を発表している。

### 静岡県立大学
退官後は静岡県立大学に転じ、経営情報学部にて助教授として学究活動を行った。のちに、静岡県立大学の経営情報学部経営情報学科にて准教授を務めた。また、同大学の大学院では経営情報学研究科経営情報学専攻の准教授も兼務していた。経営情報学研究科経営情報学専攻が改組され、2011年に経営情報イノベーション研究科経営情報イノベーション専攻が設置されると、そちらの准教授も兼務した。

## 研究
専門は経済学であり、計量経済学を中心に研究を行っている。収集したデータを社会統計学の手法で解析することで、地域経済やマクロ経済の実態の解明を行っている。研究業績は著書や論文として著しており、特に産業連関分析やゲーム理論に関する論文を多く発表している。

## 著作

### 共著
- 吉岡完治・早見均・松橋隆治ほか著[注釈 3]『環境の産業連関分析』日本評論社、2003年。ISBN 9784535552425

### 論文
- 馬場孝一・吉岡昭子・河出英治ほか稿[注釈 3]「短期経済予測モデルSP-18」『経済分析』69号、経済企画庁経済研究所、1977年11月。ISSN 0453-4727
- 新保生二・小西和彦・大平純彦稿「マネタリスト・モデルによるスタグフレーションの分析」『経済分析』72号、経済企画庁経済研究所、1978年6月。ISSN 0453-4727
- 大平純彦稿「地域産業連関構造の変化の比較分析――変動成分分析の応用」『経営と情報――静岡県立大学・経営情報学部／学報』6巻2号、静岡県立大学、1994年3月。ISSN 0918-8215
- 大平純彦・吉田泰治・中川俊彦稿「平成2年都道府県産業連関表の評価と分析」『産業連関』7巻3号、環太平洋産業連関分析学会、1997年5月。ISSN 1341-9803
- 大平純彦稿「県作成の地域統計の現状と課題(1)」『エストレーラ』39号、統計情報研究開発センター、1997年6月。ISSN 1343-5647
- 大平純彦稿「県作成の地域統計の現状と課題(2)」『エストレーラ』40号、統計情報研究開発センター、1997年7月。ISSN 1343-5647
- 吉田泰治・中川俊彦・大平純彦稿「県経済におけるフードシステム――平成2年都道府県産業連関表の評価と分析(2)」『産業連関』7巻4号、環太平洋産業連関分析学会、1997年8月。ISSN 1341-9803
- 大平純彦稿「県作成の地域統計の現状と課題(4)」『エストレーラ』42号、統計情報研究開発センター、1997年9月。ISSN 1343-5647
- 大平純彦稿「県作成の地域統計の現状と課題(5)」『エストレーラ』44号、統計情報研究開発センター、1997年11月。ISSN 1343-5647
- 大平純彦稿「県作成の地域統計の現状と課題(6)」『エストレーラ』45号、統計情報研究開発センター、1997年12月。ISSN 1343-5647
- 大平純彦稿「地理的産業連関分析――経済波及効果を市町村レベルで計測する新たな分析法」『環太平洋産業連関分析学会第9回大会提出論文1998』1998年。
- 大平純彦稿「県作成の地域統計の現状と課題(7)」『エストレーラ』46号、統計情報研究開発センター、1998年1月。ISSN 1343-5647
- 大平純彦稿「県作成の地域統計の現状と課題(8)」『エストレーラ』47号、統計情報研究開発センター、1998年2月。ISSN 1343-5647
- 大平純彦稿「県作成の地域統計の現状と課題(9)」『エストレーラ』49号、統計情報研究開発センター、1998年4月。ISSN 1343-5647
- 大平純彦・庄田安豊・木村富美子「産業廃棄物の産業連関分析」『産業連関』8巻2号、環太平洋産業連関分析学会、1998年4月。ISSN 1341-9803
- 大平純彦稿「県作成の地域統計の現状と課題(10)」『エストレーラ』50号、統計情報研究開発センター、1998年5月。ISSN 1343-5647
- 大平純彦稿「県作成の地域統計の現状と課題(11)」『エストレーラ』51号、統計情報研究開発センター、1998年6月。ISSN 1343-5647
- 大平純彦稿「明治初期の地域統計について――府県一覧概表を中心として」『日本統計学会講演報告集』66巻、1998年7月。
- 大平純彦稿「県作成の地域統計の現状と課題(12)」『エストレーラ』53号、統計情報研究開発センター、1998年8月。ISSN 1343-5647
- 大平純彦稿「県作成の地域統計の現状と課題(13)」『エストレーラ』54号、統計情報研究開発センター、1998年9月。ISSN 1343-5647
- 中川俊彦・大平純彦・吉田泰治稿「公共投資の県経済への影響――平成2年都道府県産業連関表の評価と分析(3)」『産業連関』8巻3号、環太平洋産業連関分析学会、1998年10月。ISSN 1341-9803
- 大平純彦稿「県作成の地域統計の現状と課題(14)」『エストレーラ』56号、統計情報研究開発センター、1998年11月。ISSN 1343-5647
- 木村富美子・大平純彦・庄田安豊稿「産業連関表による産業廃棄物の分析――最終処分量を中心として」『総合都市研究』67号、東京都立大学都市研究所、1998年12月。ISSN 0386-3506
- 大平純彦稿「県作成の地域統計の現状と課題(15)」『エストレーラ』58号、統計情報研究開発センター、1999年1月。ISSN 1343-5647
- 大平純彦・庄田安豊・木村富美子「生産誘発に伴う産業廃棄物の分析――産業廃棄物の産業連関分析(2)」『産業連関』8巻4号、環太平洋産業連関分析学会、1999年3月。ISSN 1341-9803
- 松本邦愛・大平純彦・村山伸子・長谷川敏彦「健康と公正――乳幼児死亡率格差の経済的要因」『日本衞生學雜誌』54巻1号、1999年4月。ISSN 0021-5082
- 大平純彦稿「県作成の地域統計の現状と課題(16)」『エストレーラ』62号、統計情報研究開発センター、1999年5月。ISSN 1343-5647
- 大平純彦稿「県作成の地域統計の現状と課題(17)」『エストレーラ』63号、統計情報研究開発センター、1999年6月。ISSN 1343-5647
- 大平純彦稿「県作成の地域統計の現状と課題(18)」『エストレーラ』64号、統計情報研究開発センター、1999年7月。ISSN 1343-5647
- 大平純彦稿「B-1明治期における物価の地域格差について」『日本統計学会誌』29巻3号、日本統計学会、1999年12月。ISSN 0389-5602
- 大平純彦稿「B-5府県別推計人口の正確性について」『日本統計学会誌』29巻3号、日本統計学会、1999年12月。ISSN 0389-5602
- 大平純彦稿「県表を用いた市町村における経済効果の計測について――公共投資と観光消費の経済効果を事例として」『産業連関――イノベーション&IOテクニークー』9巻4号、2000年。
- 末松俊明・大平純彦稿「地域連携評価のゲーム論的分析」『経営と情報――静岡県立大学・経営情報学部／学報』12巻2号、静岡県立大学、2000年4月。ISSN 0918-8215
- 大平純彦稿「戦時、戦後の農村物価指数について」『日本統計学会講演報告集』68巻、2000年7月。
- 大平純彦稿「C-4戦時期における農村物価の動向について」『日本統計学会誌』30巻3号、日本統計学会、2000年12月。ISSN 0389-5602
- 大平純彦・吉田泰治・中川俊彦稿「県表を用いた市町村における経済効果の計測について――公共投資と観光消費の経済効果を事例として」『産業連関』9巻4号、環太平洋産業連関分析学会、2000年12月。ISSN 1341-9803
- 末松俊明・大平純彦稿「提携型ゲームのコア指標――プレーヤーが4人以下の場合」『経営と情報――静岡県立大学・経営情報学部／学報』13巻1号、静岡県立大学、2000年12月。ISSN 0918-8215
- 大平純彦稿「戦時期における軍における統計調査への介入について」『日本統計学会講演報告集』69巻、2001年9月。
- 大平純彦稿「B-5戦時期における軍による統計調査への介入について」『日本統計学会誌』31巻3号、日本統計学会、2001年12月。ISSN 0389-5602
- 末松俊明・大平純彦稿「対称ゲームとコア指標」『経営と情報――静岡県立大学・経営情報学部／学報』14巻1号、静岡県立大学、2001年12月。ISSN 0918-8215
- 大平純彦・大平号声・中川俊彦稿「情報経済分析用の地域産業連関表」『総合研究』21号、日本リサーチ総合研究所、2002年。ISSN 0386-3220
- 末松俊明・大平純彦稿「地方自治体の最適提携構造と費用分担」『経営と情報――静岡県立大学・経営情報学部／学報』14巻2号、静岡県立大学、2002年3月。ISSN 0918-8215
- 碇朋子・岩崎邦彦・大平純彦ほか稿「経営情報学部教育プログラムにおける情報・コンピュータ教育の役割」『経営と情報――静岡県立大学・経営情報学部／学報』14巻2号、静岡県立大学、2002年3月。ISSN 0918-8215
- 美添泰人・大平純彦・塩路悦朗ほか稿「景気指標の新しい動向」『経済分析』166号、内閣府経済社会総合研究所、2003年2月。ISSN 0453-4727
- 末松俊明・大平純彦稿「市場ゲームのコア指標」『経営と情報――静岡県立大学・経営情報学部／学報』16巻2号、静岡県立大学、2004年3月。ISSN 0918-8215
- ゴヴィエット・クインユン・小林みどり・大平純彦ほか稿「世界各国の経済社会発展の多変量解析」『経営と情報――静岡県立大学・経営情報学部／学報』16巻2号、静岡県立大学、2004年3月。ISSN 0918-8215
- 大平純彦・末松俊明稿「極小平衡提携集合を求める新アルゴリズム」『経営と情報』18巻1号、静岡県立大学経営情報学部、2005年11月。ISSN 0918-8215
- 大平純彦・小林みどり稿「グラフ理論による企業系列の構造分析」『経営と情報』18巻1号、静岡県立大学経営情報学部、2005年11月。ISSN 0918-8215
- 槫松直樹・大平純彦・小林みどりほか稿「大学進学者の都道府県間の移動分析」『経営と情報』18巻2号、静岡県立大学経営情報学部、2006年3月。ISSN 0918-8215
- 末松俊明・大平純彦稿「コアとコア指標」『経営と情報』18巻2号、静岡県立大学経営情報学部、2006年3月。ISSN 0918-8215
- 末松俊明・大平純彦稿「協力ゲームと提携集合族行列」『経営と情報』19巻2号、静岡県立大学経営情報学部、2007年3月。ISSN 0918-8215
- 末松俊明・大平純彦稿「提携構造決定法とその性質」『経営と情報』20巻2号、静岡県立大学経営情報学部、2008年3月。ISSN 0918-8215